# Henry Périer de Lahitolle
Henry Périer de Lahitolle (Gaillon, 31 mai 1832 - Poitiers, 19 août 1879) est un lieutenant-colonel d'artillerie et notamment l'inventeur du canon de 95 mm qui porte son nom.

## Biographie
C'est dans la commune de Gaillon (Eure) que naît Henry Périer de Lahitolle, le 31 mai 1832, fils d'Henry (son père de même prénom est né en 1804) qui y était inspecteur à la maison centrale, et de Joséphine Baille (née en 1811). 
Il entre en septembre 1852 à l'École polytechnique puis intègre l'École d'application de l'artillerie et du génie. Après quatre séjours en Algérie entre 1858 et 1862, Lahitolle suit l'expédition du Mexique entre 1863 et 1867. Promu capitaine en avril 1867, il est nommé inspecteur des études à l'École polytechnique. Il est à l'état-major de l'artillerie du premier corps pendant la guerre franco-allemande de 1870 : il est blessé à la bataille de Reichshoffen.
Il est nommé directeur des établissements militaires de Bourges en 1875. Il y meurt le 19 août 1879 .

## Canon Lahitolle
Lahitolle est à l'origine d'un nouveau modèle d'affût pour le canon de 16 modifié par de Reffye qui devint le 138 mm. 
À la suite d'une circulaire ministérielle du 5 août 1871, les officiers de l'artillerie étudient un modèle de canon léger avec tube en acier, une chambre rayée, un chargement par la culasse, des affûts en fer. Lahitolle, inspecteur des études polytechniques présente un prototype mais ce canon finit par être remplacé par le canon Lahitolle de 95 mm de place et de siège présenté en 1874. Le ministère de la Guerre commande ce modèle 1875 afin d'équiper deux batteries divisionnaires.
Pour honorer cette commande, Henry Périer de Lahitolle est nommé directeur des établissements militaires de Bourges. Ces établissements sont créés en 1860 sur décision de Napoléon III, qui désirait qu'une fabrique d'armement soit implantée dans le centre de la France pour des raisons stratégiques. La production est si intense que le « canon de 95 » reste en service pendant la Première Guerre mondiale. Les stocks de munitions permettent aussi de l'utiliser jusqu'au conflit de 1940.

## Distinctions
- Chevalier de la Légion d'honneur  du 31 décembre 1863[4]
- Officier de la Légion d'honneur du 20 août 1870[4]
- Médaille commémorative de l'expédition du Mexique[4]
- Chevalier de l'ordre de Notre-Dame de Guadalupe[4]

## Hommages
La rue longeant les établissements militaires de Bourges est nommée « boulevard Lahitolle ».
En 2005, la ville de Bourges initie une enquête destinée à savoir quoi faire de ces anciens bâtiments (dont certains sont inscrits en 1995 à l'inventaire supplémentaire des monuments historiques) et terrains de centre-ville désaffectés par l'industrie d'armement.
En 2008, la communauté d'agglomération reprend les conclusions de cette enquête et donne le nom de Lahitolle au technopôle de Bourges sur l'innovation, la prévention des risques et le bâti qui s'y développe.